# نيك وود
نيك وود (بالإنجليزية: Nick Wood)‏ (9 نوفمبر 1990 في المملكة المتحدة - ) هو لاعب كرة قدم بريطاني في مركز الدفاع. لعب مع شيفيلد وينزداي ونادي ترانمير روفرز لكرة القدم ونادي شيفيلد ونادي مانسفيلد تاون.

## وصلات خارجية
- نيك وود على موقع قاعدة بيانات كرة القدم.إي يو (الإنجليزية)
- نيك وود على موقع Soccerbase.com (لاعب) (الإنجليزية)